# Meligethes hoffmanni
Meligethes hoffmanni är en skalbaggsart som beskrevs av Edmund Reitter 1871. Meligethes hoffmanni ingår i släktet Meligethes, och familjen glansbaggar. Enligt den svenska rödlistan är arten nära hotad i Sverige. Arten förekommer i Götaland och Öland. Artens livsmiljö är våtmarker, jordbrukslandskap.